# José Calvo y Martín
José Calvo y Martín (Aniñón, 1814-Madrid, 1904) fue un médico y político español, varias veces senador en las Cortes de la Restauración.

## Biografía
Nació el 7 de febrero de 1814, o en 1815, según la fuente, en la localidad zaragozana de Aniñón. Doctor en Medicina, fue catedrático de universidad e individuo de la Academia de Medicina, en la que instituyó un premio anual para los médicos de partido. Autor de obras didácticas, entre sus publicaciones se encontró un Manual para el uso de practicantes. Como periodista fue redactor de Semanario de Medicina (1841-1842), Anales del Instituto Médico de Emulación (1842-1844) y Gaceta Médica (1845). Fue agraciado en 1903 con la gran cruz de Alfonso XII. Calvo y Martín, que ocupó el cargo de senador en varias ocasiones durante la Restauración, por las provincias de León y Teruel, por la Universidad de Zaragoza y al final de su vida de forma vitalicia, falleció el 8 de febrero de 1904 en Madrid.